# Вулиця Юрія Іллєнка (Черкаси)
Вулиця Юрія Іллє́нка — одна з вулиць в місті Черкасах.

## Розташування
Починається від річкового вантажного порту, утворюючи невелику площу. Простягається на південний захід до бульвару Шевченка і далі, впираючись у вулицю Нарбутівську.

## Опис
Вулиця широка, по 1-2 смуги руху в кожний бік. Від початку і до бульвару облаштована тролейбусною лінією.

## Походження назви
Вулиця відома з 1884 року і називалась тоді Зеленою. 1941 року була перейменована на честь російського письменника Максима Горького. В період німецької окупації в 1941-1943 роках вулиці знову було повернуто її стару назву. Сучасна назва вулиця отримала 2016 року у процесі декомунізації, на честь земляка, українського режисера та політика Юрія Іллєнка.

## Будівлі
По вулиці розташовані підприємство «Темп», Черкаська міська гімназія № 9 імені О. М. Луценка, колишній Успенський старообрядницький чоловічий монастир, торгово-розважальний центр «Depo't», два дитячих садка, багатоповерхові та приватні житлові будинки.